# École communale de l'Alouette
L'école communale de l'Alouette est une école communale maternelle et primaire située en rue Warmonceau à Charleroi en Belgique.

## Histoire
Le complexe a été construit en 1956 par l'architecte moderniste Charles Bailleux après la construction en 1949 du groupe scolaire du Nord. 
En 1957, l'école reçoit le premier prix annuel d'architecture Van de Ven, une reconnaissance importante pour la région de Charleroi, où de tels projets étaient rares.  Elle est ainsi reprise dans le premier guide d'après-guerre sur l'architecture contemporaine en Belgique.
Dans l'Europe de l'après Seconde Guerre mondiale, cet établissement scolaire illustre la tendance à développer des infrastructures économiques et hygiéniques, notamment dans les nouveaux quartiers résidentiels à bas prix. Loin de proposer une architecture au rabais, les bâtiments sont conçus pour favoriser l'objectif d'apprentissage des enfants nés du « Baby boom ». Dans l'école maternelle de l'Alouette, les classes bénéficient de grandes surfaces vitrées en façade sud. Le plafond incliné réfléchit la lumière. De longues surfaces murales aimantées permettent en outre le dessin et l'accrochage.
En 1972, il a été agrandi par l'architecte R. Bayens, qui a profondément dénaturé les éléments d'origine.
À partir de juin 2019, comme l'école communale de Bosquetville, cet ensemble fait partie du programme de rénovation énergétique de 16 bâtiments municipaux pour un budget total de 42 millions d'euros. Ce programme visant à réduire la consommation d'énergie de 70% est mené par la ville de Charleroi en partenariat avec Renowatt. 

## Architecture

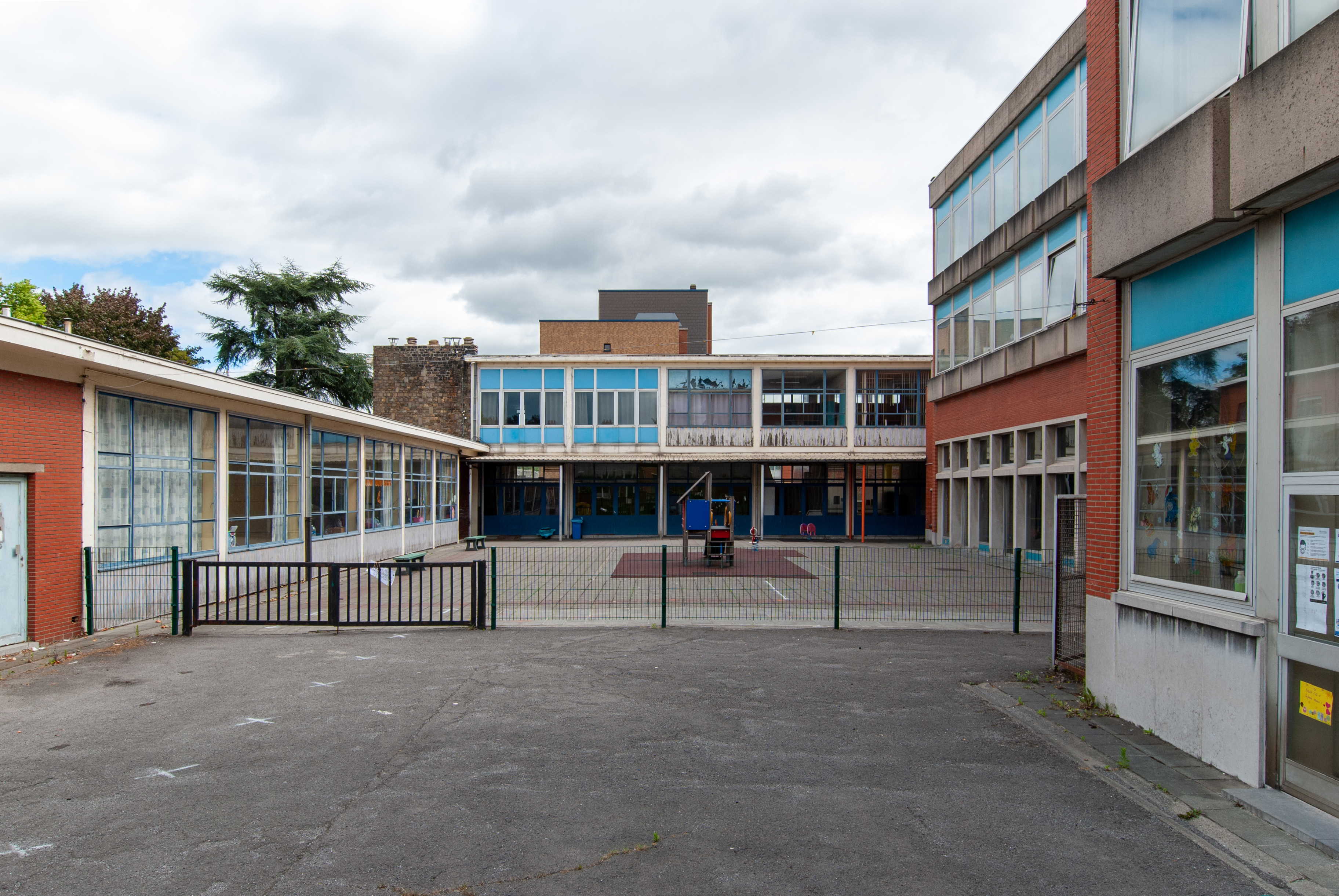
Vue de la cour intérieure.

Le premier complexe construit par l'architecte Charles Bailleux en 1956 a un plan en forme de L, entourant l'espace intérieur. Le site est situé au centre du district, dans une zone de remblais liée à l'activité minière. Ainsi, le choix des matériaux, entre la structure porteuse en béton armé et les revêtements en pierre et en bois, permet de donner de la solidité au complexe sans renoncer à la qualité. L'école conçue par Bailleux se présente comme un espace architectural calme et élégant, où chaque matériau détermine une fonction et les espaces intérieurs sont en relation avec l'extérieur. Le projet prévoyait deux classes primaires, deux gardiennes et un service de consultation avec ses annexes .